# Aprionus taigaensis
Aprionus taigaensis är en tvåvingeart som beskrevs av Jaschhof 2009. Aprionus taigaensis ingår i släktet Aprionus, och familjen gallmyggor. Arten är reproducerande i Sverige.